# Río Xixi
El Xixi (chino: 西溪; pinyin: Xixī; Pe̍h-ōe-jī: Sai-khoe; lit. 'Arroyo del Oeste') es un río del distrito de Tong'an de la ciudad de Xiamen, en la provincia china de Fujian. Se dice que es "el río más grande de Xiamen", tiene 34 kilómetros de largo y una cuenca de drenaje de 494 kilómetros cuadrados.
El Xixi nace en los montes Zhaijianwei (寨尖尾山 Zhàijiānwěishān), en la parte noroeste del distrito de Tong'an, y fluye en dirección general al sureste. Tras recibir una serie de afluentes -Lianhuaxi (莲花溪, Arroyo del Loto), Aoxi (澳溪), Dingxi (汀溪), se funde con el Dongxi (东溪, Arroyo del Este) en el lugar llamado Shuangxikou (双溪口, "La confluencia de dos arroyos), cerca de la zona urbana central del distrito de Tong'an. Luego continúa hacia el sur, formando un estuario al desembocar en el puerto de Dongzui (东咀港), que es una bahía del estrecho de Taiwán delimitada en su mayor parte por el distrito de Tong'an y el de Xiang'an en el continente y la isla de Xiamen.